# 陳景源
陳景源（罗马拼音：Tan King Gwan，1932年—2001年），印尼語名：，印尼前男子羽球運動員。
陳景源是1958年、1961年、1964年、1967年的印尼湯姆斯盃代表隊成員，共贏得其中三次世界冠軍。
1958年湯姆斯盃挑戰三屆冠軍馬來亞隊的比賽中，他與楊金美搭檔雙打，先贏了連福安和林世合組合，但隨後輸給莊友明和黃德福組合，最後印尼以6-3贏得冠軍。1961年湯姆斯盃面對泰國的挑戰時，他輸掉了兩場雙打，不過印尼隊仍以6-3衛冕成功。1964年湯姆斯盃而對丹麥的挑戰時，他與阿布杜·帕塔·烏囊搭檔，先輸給芬·科貝羅和約爾根·哈莫加德·漢森組合，但隨後贏了厄蘭·科普斯和亨寧·波希組合，最後印尼以5-4獲勝。1967年湯姆斯盃面對馬來西亞的挑戰時，他仍與阿布杜搭檔，在第一次上陣輸給陳貽權和伍文美組合，比賽後來因故中斷，印尼最後棄權而以3-6衛冕失敗。
1966年，他與阿布杜一起獲得亞洲羽球錦標賽男子雙打銅牌。